# Balla Jabir
Balla Jabir (12 de setembro de 1985) é um futebolista sudanês que atua como defensor.

## Carreira
Kortokaila representou o elenco da Seleção Sudanesa de Futebol no Campeonato Africano das Nações de 2012.